# Gustaf Dyrssen
Gustaf Peder Wilhelm Dyrssen (Estocolmo, 24 de noviembre de 1891-Kungsängen, 13 de mayo de 1981) fue un deportista sueco que compitió en pentatlón moderno y esgrima.
Participó en cuatro Juegos Olímpicos de Verano, obteniendo en total tres medallas, oro y plata en pentatlón moderno y plata en esgrima. Ganó siete medallas en el Campeonato Mundial de Esgrima entre los años 1931 y 1938.

## Palmarés internacional
| Juegos Olímpicos | Juegos Olímpicos  | Juegos Olímpicos | Juegos Olímpicos |
| Año              | Lugar             | Medalla          | Prueba           |
| ---------------- | ----------------- | ---------------- | ---------------- |
| 1920             | Amberes (Bélgica) | Medalla de oro   | Individual       |
| 1924             | París (Francia)   | Medalla de plata | Individual       |

| Juegos Olímpicos   | Juegos Olímpicos          | Juegos Olímpicos  | Juegos Olímpicos   |
| Año                | Lugar                     | Medalla           | Prueba             |
| ------------------ | ------------------------- | ----------------- | ------------------ |
| 1936               | Berlín (Alemania)         | Medalla de plata  | Espada por equipos |
| Campeonato Mundial |                           |                   |                    |
| Año                | Lugar                     | Medalla           | Prueba             |
| 1931               | Viena (Austria)           | Medalla de bronce | Espada por equipos |
| 1933               | Budapest (Hungría)        | Medalla de bronce | Espada por equipos |
| 1934               | Varsovia (Polonia)        | Medalla de plata  | Espada individual  |
| 1934               | Varsovia (Polonia)        | Medalla de bronce | Espada por equipos |
| 1935               | Lausana (Suiza)           | Medalla de plata  | Espada por equipos |
| 1937               | París (Francia)           | Medalla de bronce | Espada por equipos |
| 1938               | Pieštany (Checoslovaquia) | Medalla de plata  | Espada por equipos |